# Protargionia larreae
Protargionia larreae är en insektsart som beskrevs av Leonardi 1911. Protargionia larreae ingår i släktet Protargionia och familjen pansarsköldlöss. Inga underarter finns listade i Catalogue of Life.